# 矛盾论
《矛盾论》是毛泽东最重要的哲学作品之一，与《实践论》合称“两论”。《矛盾论》创作于1937年，从马克思主义哲学辩证法上论证运动与生命都是矛盾发展的结果。

## 概述
“事物矛盾的法则，即对立统一的法则，是自然和社会的根本法则，因而也是思维的根本法则。”矛盾的普遍性即矛盾存在于一切事物的自始至终的发展过程中，特殊性即矛盾的特性。为了解决问题，在各种矛盾中，应当抓住主要矛盾，在矛盾的两个方面中，应当抓住主要方面。矛盾的同一性是有条件的、相对的，斗争性是无条件的、绝对的。矛盾又可分为对抗性的和非对抗的。
《矛盾论》还认为生产关系、理论、上层建筑在一定条件下可能起决定作用。

## 评价
- 毛泽东自己评价：对《实践论》“是比较满意的，《矛盾论》就并不很满意”。这个评价，他后来始终坚持。1965年，在回答记者斯诺时，他说道：“其实，《矛盾论》不如《实践论》那篇文章好。《实践论》是讲认识过程，说明人的认识是从什么地方来的，又向什么地方去。”[4]
- 傅雷在写给儿子的家书中写道：“‘毛选’中的《实践论》及《矛盾论》，可多看看，这是一切理论的根底……可以帮助你对马列主义及辩证法有深切了解……我本来富于科学精神，看这一类书觉得很容易体会，也很有兴趣……”[5]